# Línea Madrid-Hendaya
La línea Madrid-Hendaya, también llamada Madrid-Irún, línea General del Norte o línea Imperial, es una línea de ferrocarril de 641,60 kilómetros de longitud que pertenece a la red ferroviaria española. Es uno de los principales ejes radiales al unir Madrid con el País Vasco atravesando gran parte de Castilla y León hasta desembocar en las localidades fronterizas de Irún en España y de Hendaya en Francia. Siguiendo la catalogación de Adif es la línea 100.
Su construcción corrió a cargo de la Compañía de los Caminos de Hierro del Norte de España, que hizo de esta línea -que luego daría lugar a numerosos empalmes- su línea maestra. A pesar de su extensión y de la dificultad de algunos tramos, las obras solo duraron cuatro años, iniciándose en 1860 y concluyéndose en 1864. A principios del siglo XX, el trazado fue desdoblado. En 1941, la nacionalización del ferrocarril en España supuso la desaparición de Norte y su integración en RENFE. En la década de 1960 se renovó el trazado con traviesas de hormigón y se terminó la electrificación de la línea, primero a 1500 V CC y luego a 3000 V CC. Desde el 1 de enero de 2005 Adif es la propietaria de la línea.

## Historia

### Antecedentes
El ferrocarril entre Madrid y la frontera francesa por el norte de España fue una de las primeras grandes líneas en plantearse. En 1846, y a través de la Compañía del Ferrocarril de Irún a Madrid por Bilbao, se creó la primera sociedad que buscaba impulsar dicho trazado mezclando capitales franceses y españoles. Este primer intento, que además planteaba un trazado por Bilbao, no llegó a buen puerto. En 1855, una comisión franco-española determinó que la conexión ferroviaria entre ambos países se ubicaría en el Bidasoa entre las localidades de Irún y Fuenterrabía. Ese mismo año, en junio se promulgó la importante Ley General de Ferrocarriles que impulsó nuevamente este ferrocarril presentando en pública subasta la concesión de un trazado de 640 kilómetros entre Madrid e Irún, que se llamó la línea de Norte. Se fijaron tres tramos:
- Madrid a Valladolid (por Ávila y Medina del Campo) de 249 kilómetros.
- Valladolid a Burgos de 121 kilómetros.
- Burgos al río Ebro de 270 kilómetros.

Las condiciones acordadas dejaron en el aire el tramo vasco, que no se concretó hasta la publicación de la Ley de 9 de julio de 1856 por Miranda de Ebro, Vitoria, Alsasua, Tolosa, San Sebastián e Irún. Este no fue el único tramo discutido, ya que el primer tramo, entre Madrid y Valladolid, generó también un intenso debate para determinar si el trazado debía transcurrir por Ávila o por Segovia, primando finalmente la primera opción.

### Construcción
A lo largo de 1856 se adjudicó a la Sociedad de Crédito Mobiliario Español la construcción de los diferentes tramos de la línea. Dicha compañía, que en aquel momento todavía se encontraba en proceso de constitución, dependía de una sociedad de nombre homónimo (Crédit Mobilier), ubicada en Francia y que presidían los hermanos Pereire. Con las obras ya empezadas en el tramo entre Valladolid y Burgos, en 1858 se creó la Compañía de los Caminos de Hierro del Norte de España, que en un primer momento no era más que una filial de la Sociedad de Crédito Mobiliario Español, la cual dependía a su vez de la ya mencionada casa matriz francesa.
Norte organizó las obras en dos secciones, una entre Madrid y Torquemada y de Venta de Baños a Alar del Rey, bajo la dirección del ingeniero M. Fournier, con sede en Valladolid, y otra entre Torquemada e Irún, bajo el mando del ingeniero M. Latourneur y cuya sede estaba en Vitoria. Ambos dependían del ingeniero M. Lalanne, que supervisaba las obras desde la capital francesa.

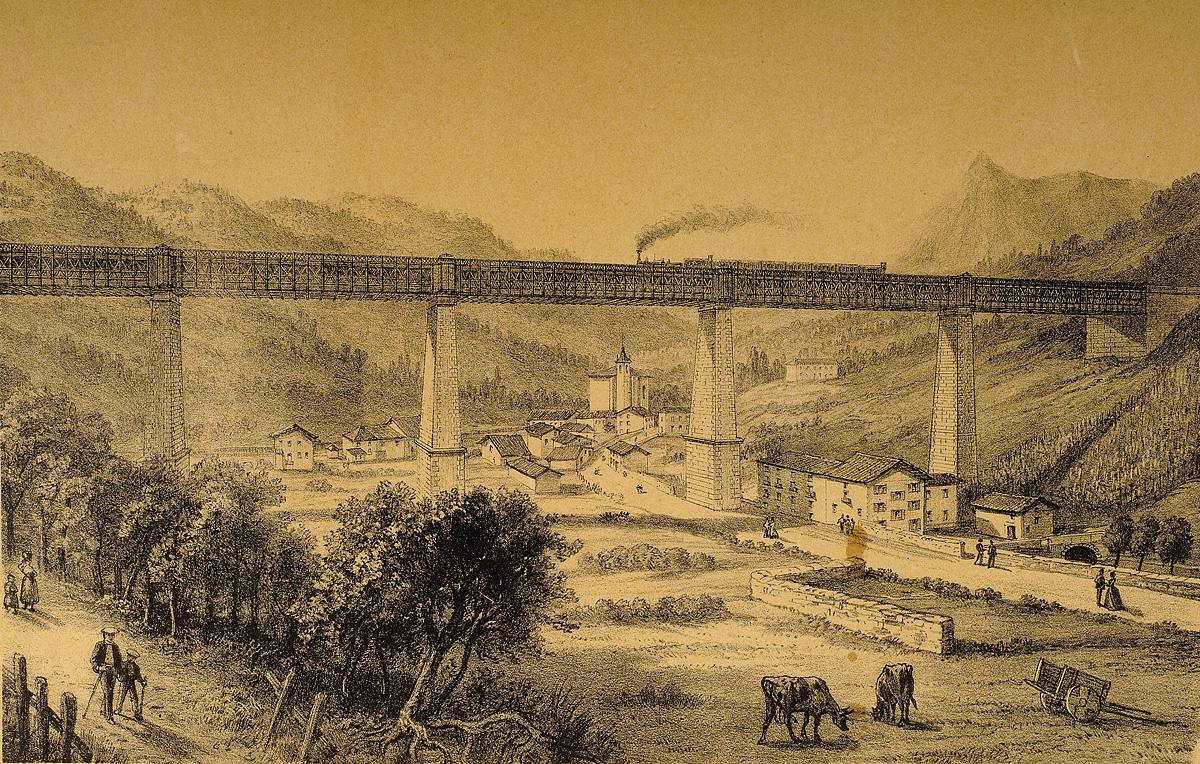
Ilustración representando el viaducto de Ormáiztegui

En 1860, los tramos más sencillos del recorrido situados en tierras castellanas se fueron concluyendo y abriendo al tráfico. Si bien la construcción usó inicialmente carriles de hierro en vía única, la explanación de la plataforma se hizo pensando en futura ampliación a doble vía. Estos fueron los primeros tramos abiertos:
- Venta de Baños-Burgos de 84,53 kilómetros.
- Valladolid-Venta de Baños de 36,74 kilómetros.
- Medina del Campo-Valladolid de 42,21 kilómetros.
- Sanchidrián-Medina del Campo de 55,13 kilómetros.

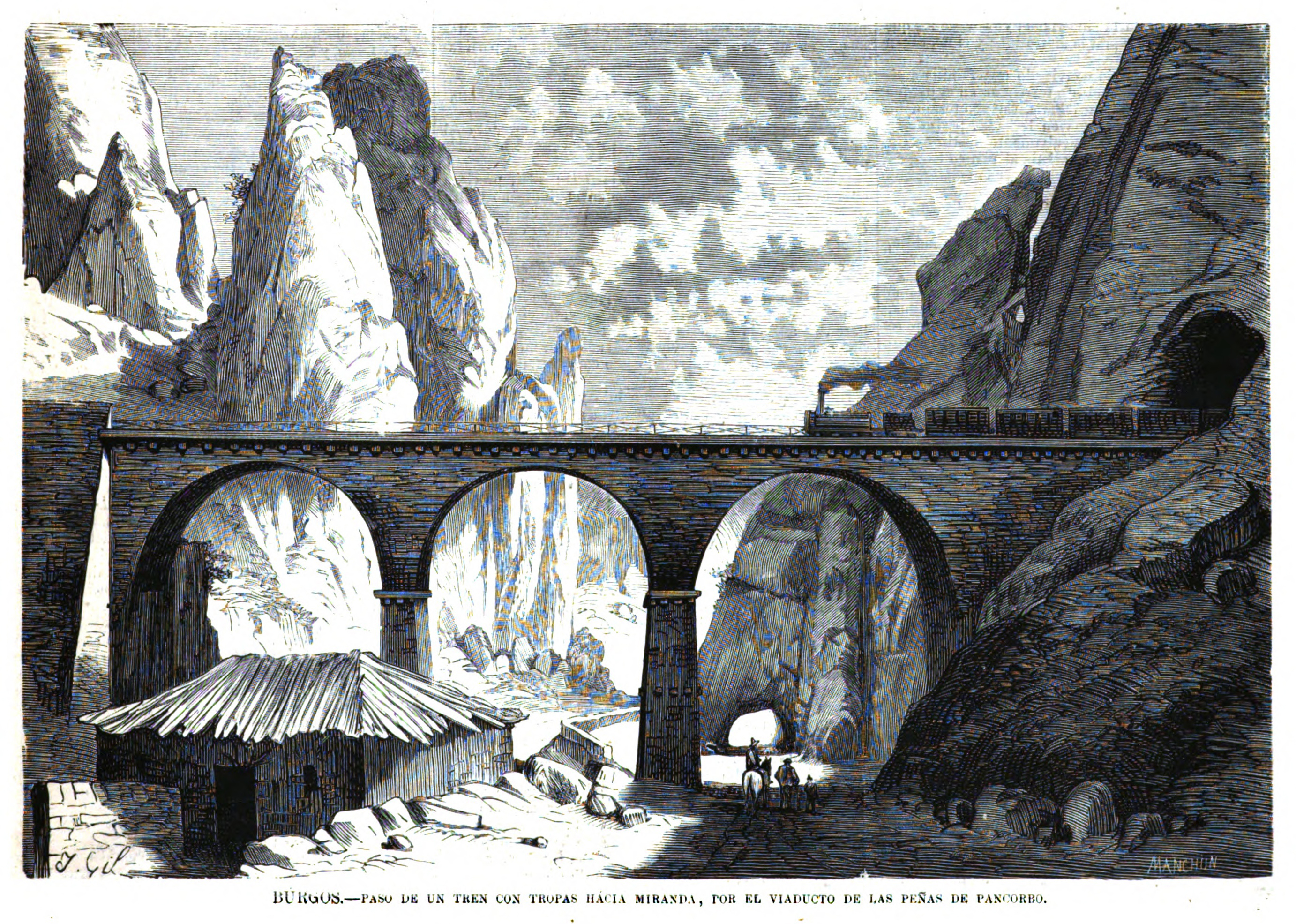
Tren circulando sobre un viaducto en el desfiladero de Pancorbo durante la tercera guerra carlista (1875). El camino por debajo suyo se convertirá más adelante en la N-I.

1861 vio la prolongación de Burgos a Quintanapalla (16,38 km) y la finalización del tramo entre Madrid y El Escorial (50,29 km). La sierra de Guadarrama, que se superó totalmente tras concluir el túnel de Torrelodones, supuso la primera gran dificultad a la cual tuvieron que enfrentarse los ingenieros de la línea. Poco después, en 1862 se superó el desfiladero de Pancorbo, abriendo el tramo Miranda de Ebro-Olazagutía (74,74 km) que se unió al tramo Quintanapalla-Miranda de Ebro de 73,07 km. En 1863 se completaron los tramos castellanos entre Ávila y Sanchidrián (30,41 km) y El Escorial y Ávila (70,27 km), a la vez que continuaban las obras en las zonas más cómodas del País Vasco uniendo Beasáin con San Sebastián (41,40 km) y esta última con Irún (16,87 km). Para 1864, año de finalización de las obras, quedó el tramo que unía este ferrocarril con la red ferroviaria francesa en Hendaya y los 47,47 km entre Olazagutía y Beasáin, los más complejos con diferencia, ya que fueron necesarios hasta 23 túneles.
El 15 de agosto de 1864, el rey consorte Francisco de Asís, esposo de Isabel II, presidió el viaje inaugural de la línea que llevó a los viajeros de Madrid hasta San Sebastián. El tren hizo una parada especial en el viaducto de Ormáiztegui, otra de las grandes obras de ingeniería del trazado.

### Evolución y electrificación

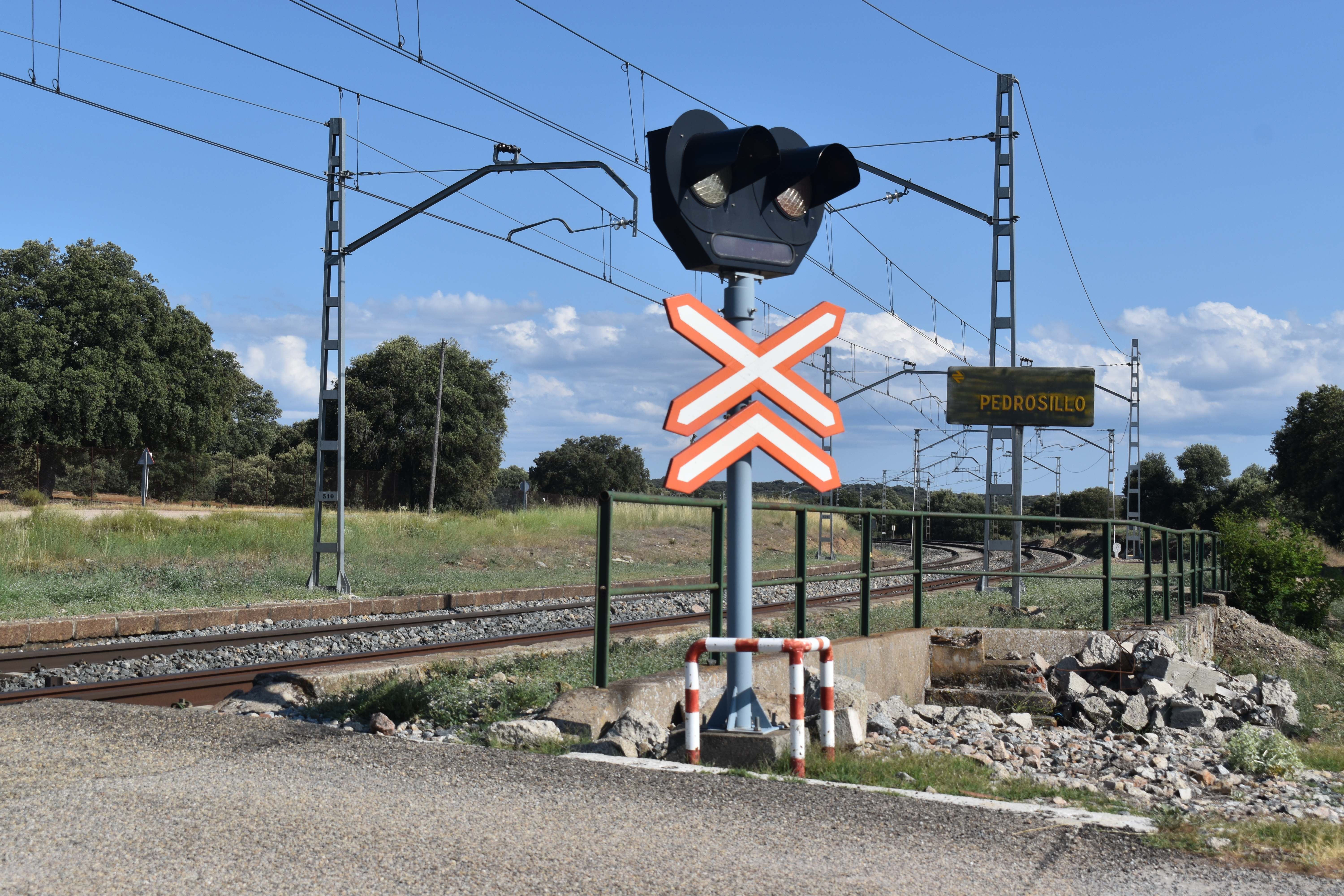
Estación de Pedrosillo y paso a nivel.

En 1874, los iniciales carriles de hierro fueron sustituidos por otros de acero. Esta mejora se completó a finales del siglo XIX con el desdoblamiento del trazado, que se fue realizando por tramos hasta completarse en 1929 con el tramo Miranda-Alsasua. En la década de 1920, el fuerte tráfico que soportaba la línea justificó también una nueva inversión, esta vez para electrificar el trazado primero a 1500 Vcc para pasar posteriormentre a 3000 Vcc. Dicha labor no concluyó hasta 1967 con la línea dependiendo de RENFE desde 1941.
El 1 de enero de 2005, con la división de esta última en Renfe Operadora y Adif la infraestructura, como el resto de la red de ancho ibérico, pasó a depender de Adif.

## Características

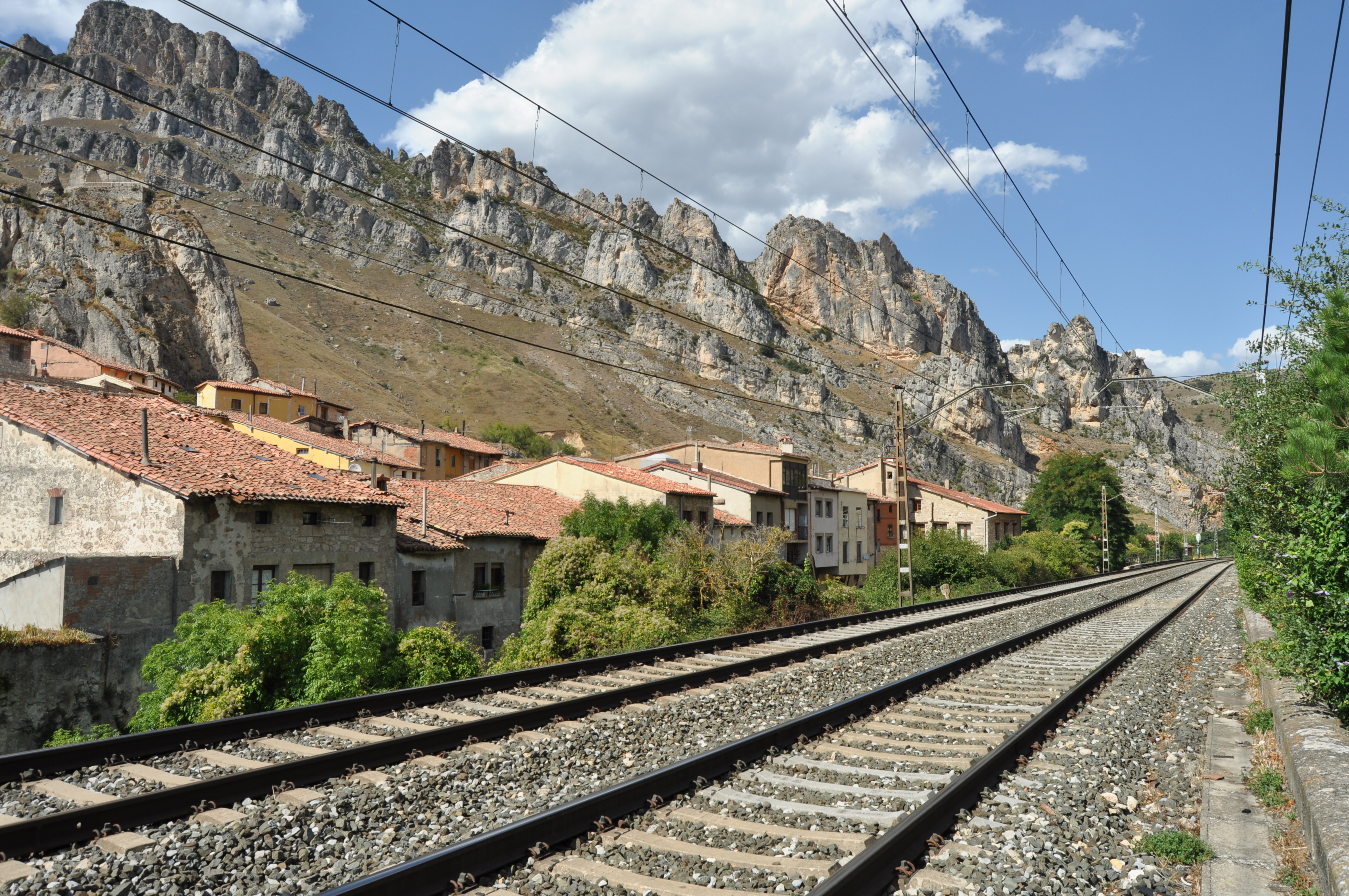
Línea Madrid-Hendaya a su paso por Pancorbo

La línea entre Madrid y Hendaya es un trazado radial de 640,9 km totalmente electrificado a 3000 Vcc en vía doble en ancho ibérico (1668 mm) salvo los alrededores de Valladolid y Burgos son los únicos tramos en vía única del trazado, por lo que utilizan el bloqueo (BAU), todo el tramo emplea un Bloqueo Automático de Vía Doble Banalizada (BAB) con CTC (Control de Tráfico Centralizado), mientras que el tramo final entre Irún y Hendaya usa un bloqueo Bloqueo Eléctrico Manual (BEM).
La velocidad máxima permitida en prácticamente todo el recorrido es de 160 km/h. Este valor se ve aumentado en la variante ferroviaria de Burgos, donde es posible alcanzar los 200 km/h por el diseño de la plataforma, pese a estar limitada a 160, y se ve reducida en varios tramos del País Vasco: entre Alsasua y San Sebastián el límite baja a 155 km/h, entre San Sebastián e Irún baja a 135 km/h y el tramo Irún-Hendaya no permite superar los 80 km/h. Otro tramo con velocidad menor es el de Miranda de Ebro-Vitoria con una velocidad máxima de 155 km/h.
En los alrededores de Valladolid se está construyendo una variante ferroviaria con el objetivo de desviar los trenes de mercancías y pasantes por las afueras de la ciudad. La nueva plataforma entre El pinar de Antequera y Cabezón del Pisuerga, constará de doble vía electrificada apta para 160 km/h así como accesos a los nuevos talleres de San Cristóbal y nuevos ramales a las industrias donde el ferrocarril presta servicio hoy.

## Recorrido
La línea parte de la estación de Madrid-Chamartín y, aunque su orientación inicial es norte, rápidamente vira al oeste manteniendo ese rumbo principal hasta pasar Ávila. Los primeros kilómetros del trazado recorren Madrid capital atravesando Pitis a 7 km de Madrid donde enlaza con la vía de contorno de O Donell para los trenes de mercancías y tras 20 kilómetros de recorrido alcanza la estación de Pinar de Las Rozas en el municipio de Las Rozas de Madrid. Poco antes se encuentra la bifurcación hacia la antigua estación del Norte, cabecera histórica de la línea que más tarde fue llamada estación de Príncipe Pío. Posteriormente Tras casi 40 kilómetros el trazado llega a Villalba, primera gran parada del recorrido y punto de bifurcación con la línea de Segovia en pleno ascenso por el puerto de la cañada a través del Escorial y Zarzalejo.

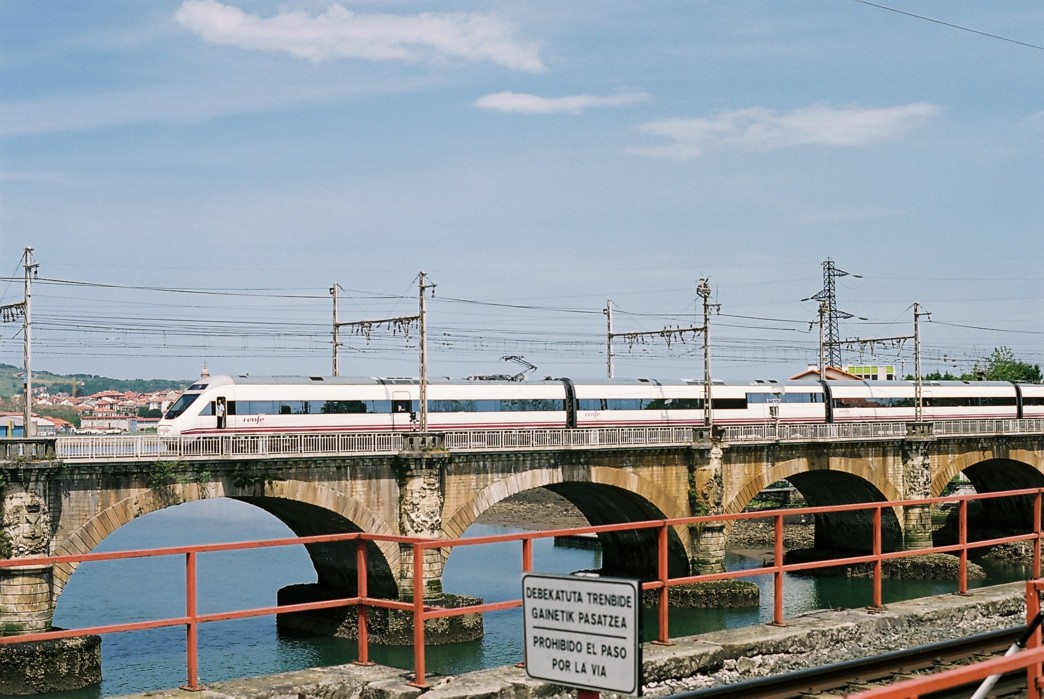
Serie 120 de Renfe en el puente sobre el río Bidasoa que separa Francia de España.

Superando los siete arcos del puente de Recondo, que permite superar un desnivel de 50 metros sobre el río Cofio, la vía férrea deja la Comunidad de Madrid para entrar en Castilla y León por la provincia de Ávila alcanzando los 1360 metros de altitud en Herradón-La cañada. Para descender fuertemente hasta la estación de Ávila a 120 kilómetros del recorrido a 1132 metros de altitud. La ciudad de Ávila es de hecho la primera capital de provincia por la que transcurre la línea tras abandonar Madrid. Superado este punto, el trazado pone rumbo al norte con un suave y progresivo descenso a través de largas rectas de la llanura castellano-leonesa alcanzando con facilidad el nudo ferroviario de Medina del Campo tras 202 kilómetros de recorrido, ya en la provincia de Valladolid, para proseguir hasta la capital de la provincia tras cruzar los ríos Cega y Duero en paralelo a la línea de alta velocidad Madrid-Valladolid. Valladolid determina un nuevo cambio en la orientación de la línea en dirección noreste, que se mantiene hasta su final. Las largas rectas de la meseta castellana, hasta llegar a Burgos a través del nudo ferroviario de Venta de Baños, son aptas para alcanzar los 160 km/h, lo que permite a los servicios regionales recuperar posibles retrasos.
La situación cambia superada la ciudad burgalesa tras 373 kilómetros de recorrido, cuando el trazado inicia su aproximación al País Vasco, atravesando el puerto de la brújula y posteriormente  el desfiladero de Pancorbo, que se plantea como uno de los tramos más delicados del recorrido por sus curvas cerradas hasta alcanzar el nudo ferroviario de Miranda de Ebro. El río Zadorra acompaña el trazado en varias ocasiones hasta llegar a Vitoria con la línea recorriendo la provincia de Álava en un trazado prácticamente llano. Tras un breve paso por Navarra por la ubicación del nudo ferroviario de Alsasua, el recorrido retoma su itinerario por el País Vasco iniciando otro tramo complejo sembrado por numerosos túneles. Entre ellos destacan el de Otzaurte de más de un kilómetro y sobre todo el de Oazurza de casi tres. Al llegar a Beasáin, en la provincia de Guipúzcoa, el trazado se suaviza sin ser claramente favorable y se une al curso del río Oria hasta Tolosa. Ya en su parte final del recorrido a través de Hernani y Astigarraga donde se encuentra el futuro enlace con la Y Vasca, cruzando el río Urumea la línea llega a San Sebastián para posteriormente encarar los últimos 20 kilómetros hasta Irún. Cruzado el puente ferroviario sobre el río Bidasoa, la línea alcanza Hendaya, en Francia, concluyendo su recorrido.
La Madrid-Hendaya cuenta con un total de ciento nueve paradas, de las cuales setenta y ocho están en servicio y treinta y una están cerradas o no cumplen servicios para viajeros. De las estaciones abiertas al público veinte tienen la consideración de apeadero.

## Tráfico ferroviario

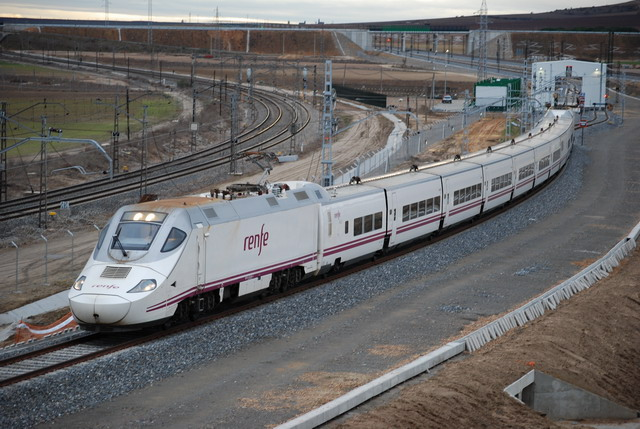
Alvia Madrid-Hendaya saliendo del intercambiador de Valdestillas para incorporarse a la Madrid-Hendaya, a la izquierda.

Fruto de su doble vía, electrificación, recorrido y buena velocidad media, la línea dispone de una alta densidad de tráfico tanto de viajeros como de mercancías.
Era paso obligado de los trenes convencionales entre Madrid y el norte de España tanto media o larga distancia, no así de los trenes de alta velocidad Alvia, ya que estos usan la línea de alta velocidad Madrid-Segovia-Valladolid aunque algunos servicios utilizan parte de la infraestructura, es el caso de los servicios Alvia Madrid-Hendaya, Madrid-Bilbao, Barcelona-Galicia gracias al cambiador de ancho de Burgos que permite conectar la Línea de alta velocidad con la infraestructura . Anteriormente hubo tráficos tanto diurnos (Arco, Altaria, Talgo y Diurno) como nocturnos  (Trenhotel y Estrella) suprimidos con la apertura de la línea de alta velocidad Madrid-Segovia-Valladolid y durante los siguientes años de cambios en renfe.
También es importante el tráfico de Media Distancia. Cerca de una docena de líneas usan total o parcialmente la infraestructura, como la línea 15 entre Valladolid y Medina del Campo o la 21 entre Madrid y San Sebastián.
Los núcleos de cercanías, por su parte, están presentes al principio y al final del trazado. Las líneas C-7, C-8 y C-10 de Cercanías Madrid utilizan los tramos entre Chamartín y Príncipe Pío, Villalba de Guadarrama y El Escorial. Por otro lado, la línea C-1 de Cercanías San Sebastián usa totalmente el tramo final de la línea entre Brinkola, San Sebastián e Irún mientras que la línea de Cercanías Álava lo hace entre Miranda de Ebro, Vitoria y Alsasua.
Este corredor es también uno de los principales ejes de transporte de mercancías del país, con una circulación que oscila entre los 16 y 40 trenes de mercancías diarios. Las operadoras privadas como Continental Rail, Captrain, Low Cost Rail o Medway operan sus tráficos utilizando grandes tramos de la línea, los tráficos más frecuentes son principalmente contenedores, siderúrgicos y automoción. También existen tráficos con menor frecuencia como Cereales, Cemento y Químicos.